# Tueurs de flics (roman)
Pour les articles homonymes, voir Tueurs de flics.
Tueurs de flics est un roman noir de Frédéric H. Fajardie.
Écrit en 1975, il n'est publié qu'en 1979 aux éditions Phot'Œil dans la collection Sanguine. Ce court roman est la première publication de Fajardie, quelques mois avant celle de La nuit des chats bottés, toujours dans la même collection.
C'est la première aventure du commissaire Antonio C. Padovani qui, sur la demande de l'écrivain et journaliste Jean-Paul Kauffmann, reviendra dans La théorie du 1% et deviendra un héros récurrent dans l'œuvre de Fajardie.

## Présentation
Après une altercation mettant en cause un supérieur, le commissaire Antonio Padovani est forcé à la démission... mais après qu'il aura arrêté des tueurs de flics sanguinaires ! Son équipe farfelue et hétéroclite aura fort à faire entre corps décapités et fonctionnaires carriéristes et écœurants de veulerie. 
Fajardie jette un regard sur l’ambiance politique des années soixante-dix ; les rouages de la société et le fonctionnement de la police sont analysés dans un style particulièrement concis et nerveux.
On ressent une certaine fascination, ou tout au moins une compréhension, pour les « tueurs de flics », des gens brisés par la société, qui œuvrent tout au long du roman.

## Éditions
- 1979 : Phot'œil, collection "Sanguine";
- 1982 : NéO (Nouvelles éditions Oswald), collection "Le miroir obscur"
- 1993 : La Table Ronde, collection "La Petite vermillon"

## Divers
- Site officiel de l'auteur : Frédéric H. Fajardie